# 漢大前駅
漢大前駅（ハンデアプえき）は大韓民国京畿道安山市常緑区二洞にある、韓国鉄道公社（KORAIL）の駅。駅番号は安山線が「449」、水仁・盆唐線が「K251」。

## 歴史
- 1937年8月5日 - 水仁線一里駅として開業。
- 1988年10月25日 - 安山線開業、駅名を漢大前駅へ改称。
- 1993年1月15日 - 果川線の直通列車運転開始。
- 1994年
  - 4月1日 - ソウルメトロ4号線-果川線直通列車運転開始。
  - 9月1日 - 蘇莱 - 漢大前間の廃止により水仁線の終着駅となる。
- 1996年1月1日 - 水仁線廃止。
- 2001年 - 英語表記をHandaeapからHanyang Univ. at Ansanに改称。
- 2020年9月12日 - 水仁・盆唐線の乗り入れ開始。

## 駅構造

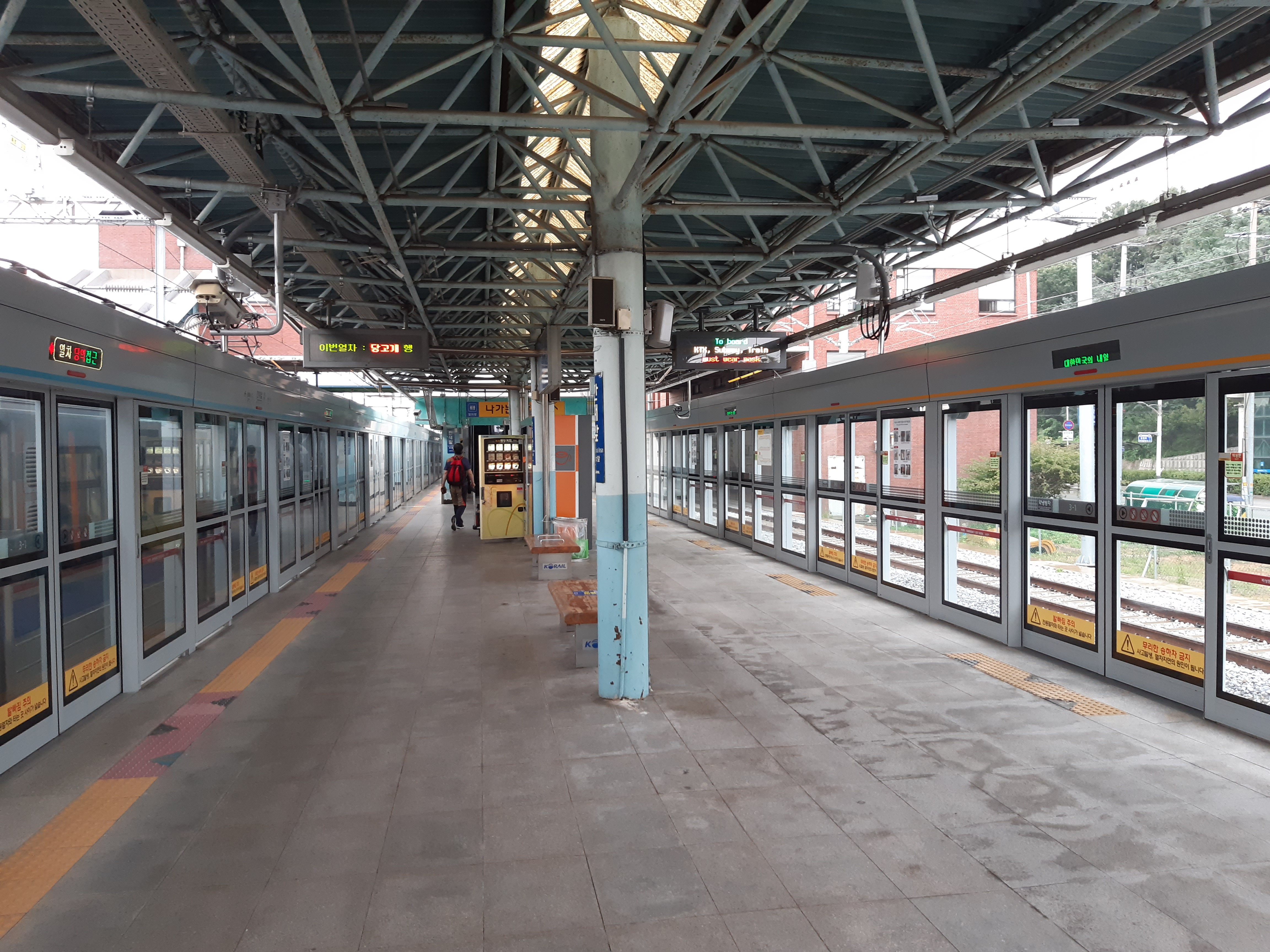
ホーム

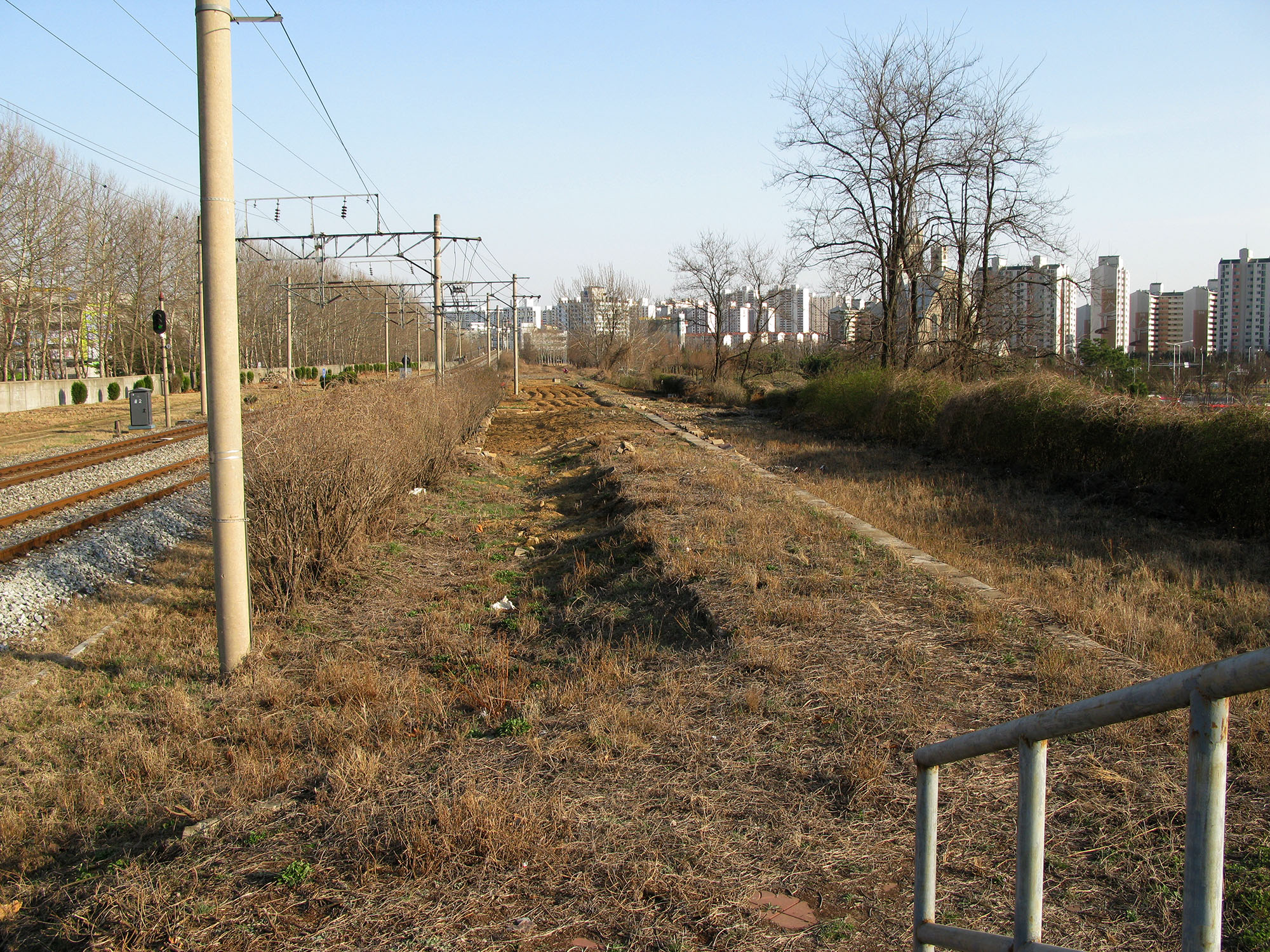
旧水仁線の乗り場（2009年撮影）

相対式ホーム2面4線を有する地上駅で、橋上駅舎を有している。
出入口は1番・1‐2番・2番の合計3ヵ所ある。

### のりば
| 1 | 水仁・盆唐線 | 四里・水原・往十里方面   |
| 2 | 安山線       | 舎堂・ソウル駅・榛接方面 |
| 3 | 安山線       | 中央・安山・烏耳島方面   |
| 4 | 水仁・盆唐線 | 烏耳島・源仁斎・仁川方面 |

## 利用状況
近年の一日平均利用人員推移は下記のとおり。
| 路線   | 乗車人員 | 乗車人員 | 乗車人員 | 乗車人員 | 乗車人員 | 乗車人員 | 乗車人員 | 乗車人員 | 乗車人員 | 乗車人員 | 注 釈 |
| 路線   | 2000年   | 2001年   | 2002年   | 2003年   | 2004年   | 2005年   | 2006年   | 2007年   | 2008年   | 2009年   | 注 釈 |
| ------ | -------- | -------- | -------- | -------- | -------- | -------- | -------- | -------- | -------- | -------- | ----- |
| 安山線 | 4186     | 8133     | 10560    | 11308    | 8890     | 8599     | 8405     | 8507     | 8835     | 8616     | [ 1 ] |

## 駅周辺
- 漢陽大学校ERICAキャンパス（旧：安山キャンパス）：駅名の由来となったが、当駅からはバスで7分程度、徒歩で25分程度かかる。隣の中央駅からの所要時間もほぼ変わらない。
- 常緑区庁
- 安山市農水産物卸売市場
- ホームプラス 安山店
- 九龍公園
- 二洞公園
- 石湖公園
- 声安高等学校
- 声安中学校
- 松湖高等学校
- 城安初等学校
- 石湖初等学校
- 鶴峴初等学校

## 隣の駅
韓国鉄道公社
 安山線
急行
通過
緩行
常緑樹駅 (448) - 漢大前駅 (449) - 中央駅 (450)
 水仁・盆唐線
緩行
四里駅 (K250) - 漢大前駅 (K251) - 中央駅 (K252)